# Andricus quercusradicis
Andricus quercusradicis är en stekelart som först beskrevs av Fabricius 1798.  Andricus quercusradicis ingår i släktet Andricus och familjen gallsteklar. Enligt den finländska rödlistan är arten sårbar i Finland. Arten är reproducerande i Sverige. Artens livsmiljö är lundskogar. Inga underarter finns listade i Catalogue of Life.

## Bildgalleri

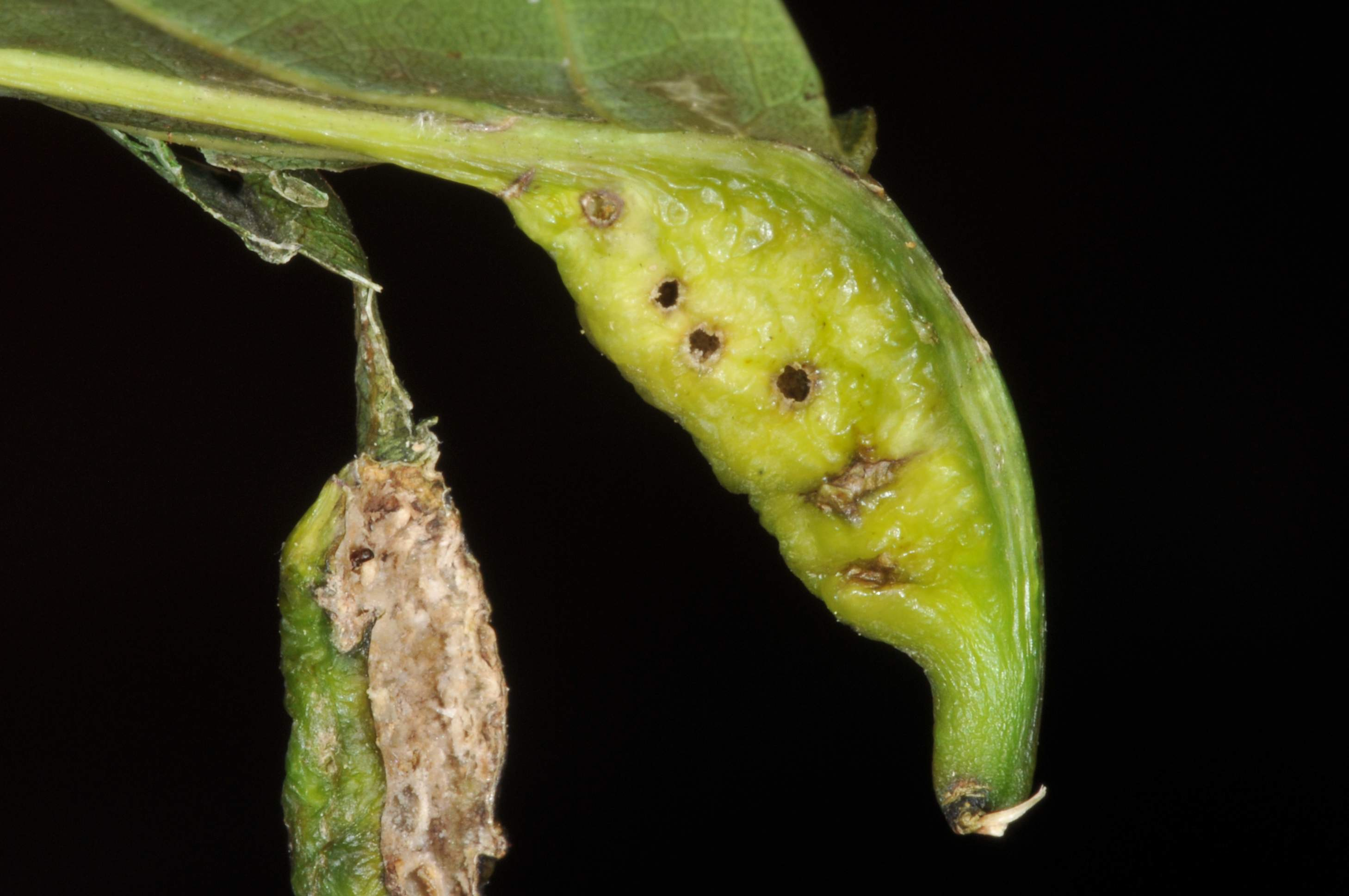
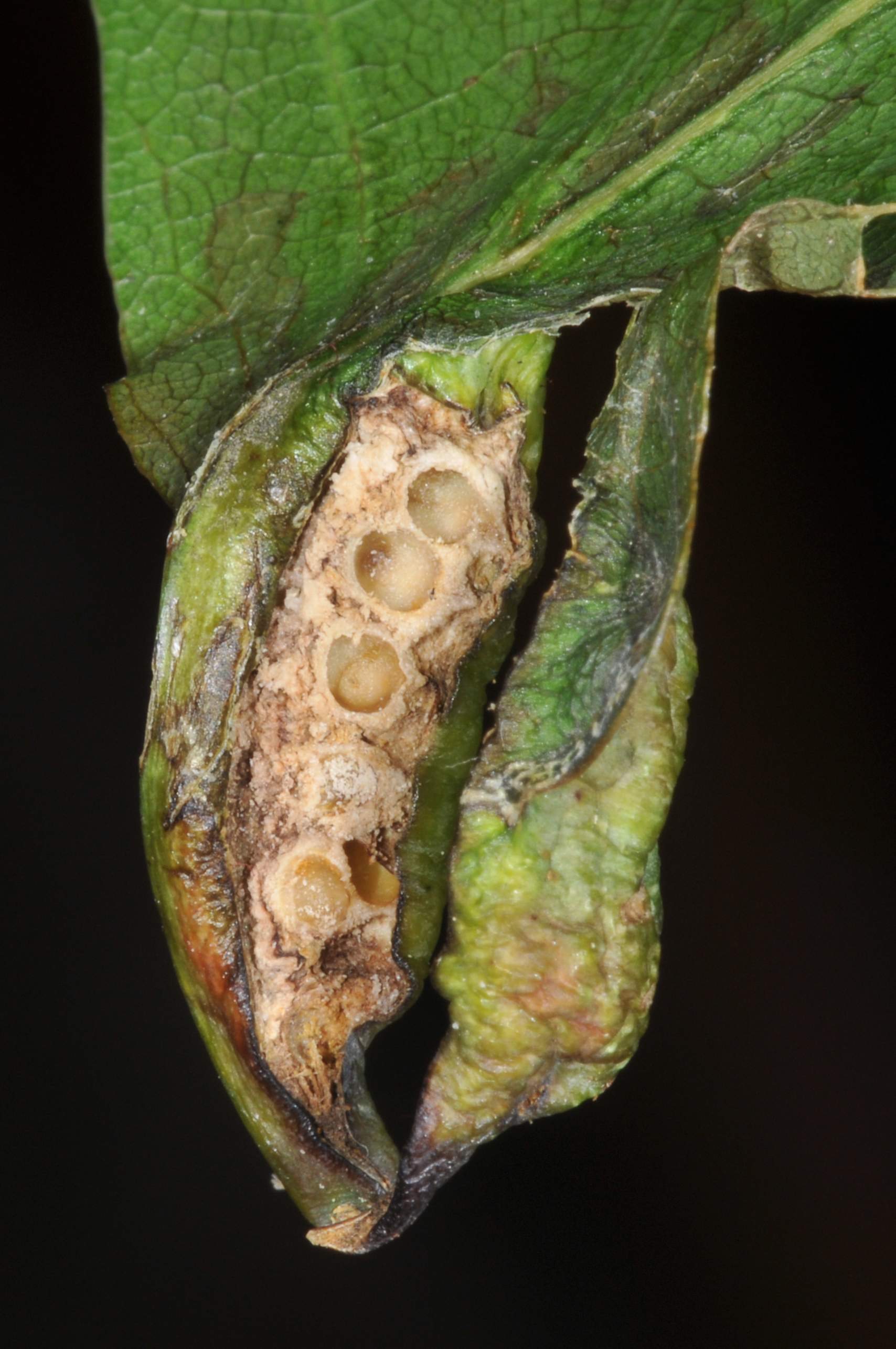
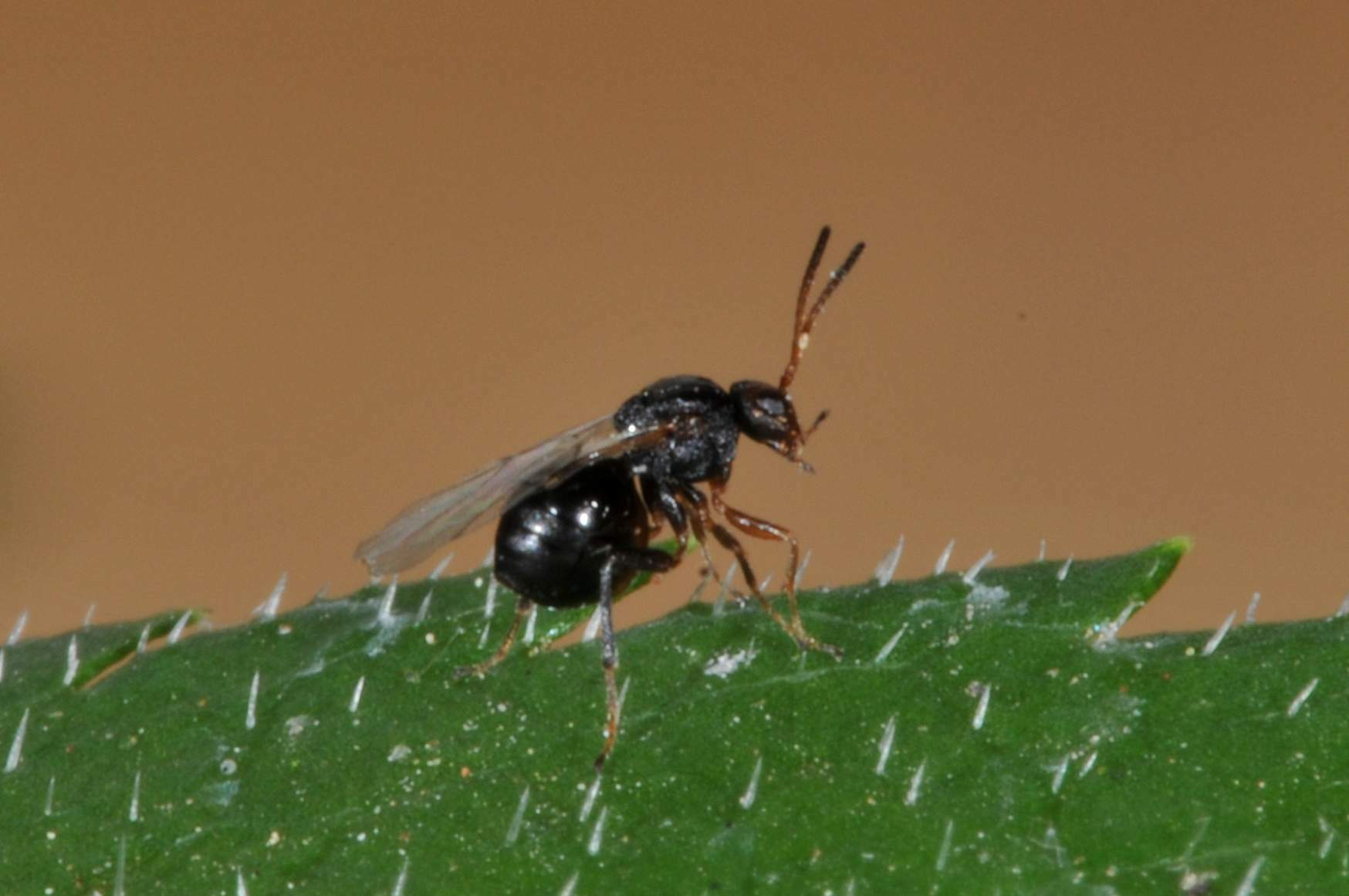
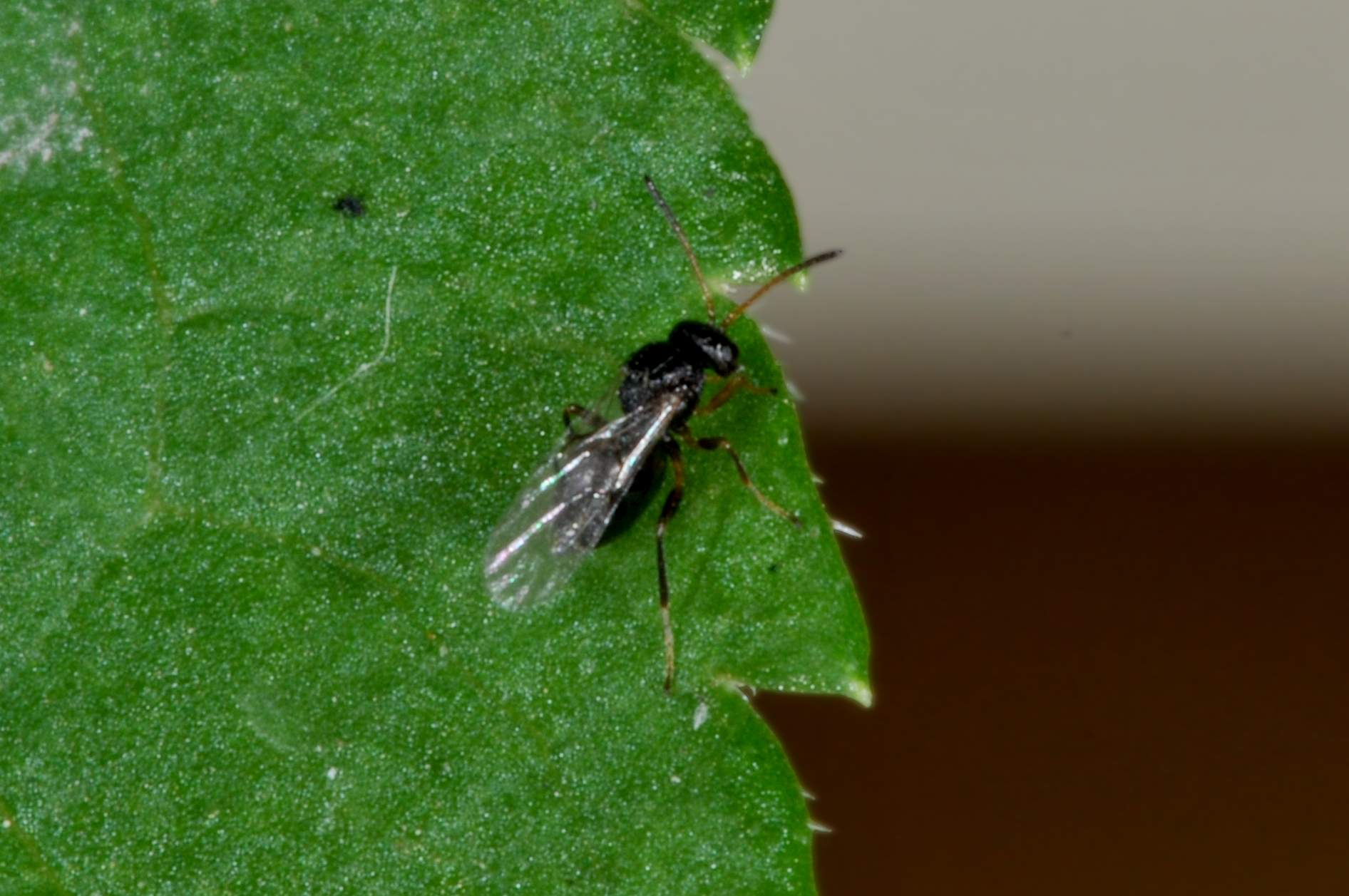